# Carl Tielsch
Carl Robert Tielsch (1815–1882) – radca handlowy i kupiec, urodzony w Źródłach koło Środy Śląskiej, założył w 1845 roku manufakturę porcelany w Starym Zdroju (Altwasser).

## Manufaktura Porcelany Carl Tielsch & Co.
Zachęcony wynikami Carla Kristera, w 1845 roku kupiec Carl Tielsch wraz ze swoim cichym wspólnikiem wrocławskim bankierem Gideonem von Wallenberg również założył fabrykę porcelany, którą zlokalizowano w pobliskiej miejscowości Stary Zdrój (obecnie dzielnica Wałbrzycha). Otrzymała ona nazwę "Carl Tielsch & Co", a jej szczytowy okres świetności przypadł na lata 1860-1900. W 1882 roku Carl Tielsch zmarł i spoczął na Cmentarzu komunalnym na ul. Przemysłowej w Wałbrzychu. Fabrykę przejął jego syn Egmont Tielsch.